# 12180 Kistemaker
12180 Kistemaker este un asteroid din centura principală de asteroizi.

## Descriere
12180 Kistemaker este un asteroid din centura principală de asteroizi. A fost descoperit pe 16 octombrie 1977 la Observatorul Palomar de Cornelis Johannes van Houten, Ingrid van Houten-Groeneveld și Tom Gehrels. Asteroidul prezintă o orbită caracterizată de o semiaxă mare de 3,14 ua, o excentricitate de 0,09 și o înclinație de 10,3° în raport cu ecliptica.